# 운비엔늄
운비엔늄(Unbiennium)은 미발견된 원소의 이름으로 원소 기호 Ube, 원자 번호는 129번이다.

## 같이 보기
- 체계적 원소 이름